# شهرستان ویلنیوس
شهرستان ویلنیوس (به لیتوانیایی: Vilniaus apskritis) یکی از شهرستان‌های کشور لیتوانی است.
این شهرستان ۸۱۰٬۴۰۳ نفر جمعیت، ۹٬۷۳۱ کیلومتر مربع مساحت و مرکز شهر ویلنیوس است.